# Angelbachtal
Angelbachtal är en kommun i Rhein-Neckar-Kreis i regionen Rhein-Neckar i Regierungsbezirk Karlsruhe i förbundslandet Baden-Württemberg i Tyskland. 
Kommunen bildades 1 april 1972 genom en sammanslagning av kommunerna Eichtersheim och Michelfeld.
Kommunen ingår i kommunalförbundet Schönau tillsammans med staden Sinsheim och kommunen Zuzenhausen.